# Férfi csapat korlátgyakorlat az 1896. évi nyári olimpiai játékokon
Az 1896. évi nyári olimpiai játékokon csapat korlátgyakorlatot is rendeztek a torna versenyszámain belül.

## Eredmény
| Helyezés | Csapat                          | Csapatkapitány            | Versenyzők |
| -------- | ------------------------------- | ------------------------- | --- |
| Arany    | Németország (GER)               | Fritz Hofmann             | Conrad Böcker, Alfred Flatow, Gustav Flatow, Georg Hilmar, Friedrich Manteuffel, Karl Neukirch, Richard Röstel, Gustav Schuft, Carl Schuhmann, Hermann Weingärtner |
| Ezüst    | Görögország (GRE) - Panellinios | Szpirídon Athanaszópulosz | Nikólaosz Andriakópulosz, Pétrosz Perszákisz, Thomász Xenákisz, |
| Bronz    | Görögország (GRE) - Ethnikos    | Joánisz Hríszafosz        | Fíliposz Karvelász, Dimítriosz Lúndrasz, Joánisz Mitrópulosz, |